# Буфалини, Джованни Оттавио
Джованни Оттавио Буфалини (итал. Giovanni Ottavio Bufalini; 17 января 1709, Читта-ди-Кастелло, Папская область — 3 августа 1782, Анкона, Папская область) — итальянский куриальный кардинал, папский дипломат и доктор обоих прав. Титулярный архиепископ Калцедонии с 16 декабря 1754 по 21 июля 1766. Апостольский нунций в Швейцарии с 21 декабря 1754 по 2 октября 1759. Префект Апостольского дворца с 2 октября 1759 по 21 июля 1766. Епископ-архиепископ Анконы и Уманы с 1 декабря 1766 по 3 августа 1782. Кардинал-священник с 21 июля 1766, с титулом церкви Санта-Мария-дельи-Анджели-э-деи-Мартири с 6 августа 1766.